# Dubá
Dubá (in tedesco Dauba) è una città della Repubblica Ceca facente parte del distretto di Česká Lípa, nella regione di Liberec.

## Monumenti e luoghi d'interesse
- Chiesa dell'Invenzione della Santa Croce
- Colonna della Santissima Trinità
- Chiesa di San Venceslao, nella frazione di Deštná.
- Castello di Nový Berštejn, nell'omonimo quartiere.